# 徐振江
徐振江（英語：Paul Xu Zhen-jiang；1920年—1984年6月22日；聖名：保祿），是天主教中國籍神父，中國天主教愛國會自選自聖奉天總教區主教（1981年-1984年）。

## 生平
徐振江出生於1920年中華民國。1947年，徐振江27歲時晉鐸。1981年，由中國政府控制的組織中國天主教愛國會推行下，奉天總教區未獲教宗准許，選出徐振江為奉天總教區主教候選人。
同年7月24日，徐振江由山東濟南總教區主教宗懷德主禮，北京總教區非法主教傅鐵山、內蒙古綏遠總教區總主教王學明、湖北漢口總教區非法主教董光清和湖南常德教區非法主教楊高堅襄禮自選自聖晉牧。事後，因徐振江在未獲得時任教宗若望保祿二世准許，自選自聖違反《天主教法典》被絕罰。
1984年6月22日，徐振江在中國逝世，享年64歲。